# 해태제과식품
해태제과식품(영어: Haitai Confectionery & Foods)은 대한민국의 제과 업체이다. 본사는 서울특별시 용산구 한강대로72길 3(남영동)에 있다.

## 역사
- 1945년 해태그룹의 창업주인 박병규가 해태제과 합명회사를 설립하였다. 1982년부터 2001년까지 광주에서 22%대로 높은 점유율을 보였다.[1]

- 1946년 : 해태캬라멜 출시
- 1958년 : 빙과제품 생산 개시
- 1968년 : 해태쵸코렛 출시
- 1970년 : 빙고아이스바, 부라보콘, 훼미리아이스크림 출시
- 1971년 : 조니크래커 출시
- 1973년 : 맛들이강정 출시
- 1974년 : 에이스, 누가바 출시
- 1975년 : 맛동산 출시
- 1976년 : 바밤바, 아카시아껌 출시
- 1983년 : 뷰티알로에껌 출시
- 1984년 : 오예스 출시
- 1987년 : ㈜도투락과 판매계약 체결, 고향만두 출시
- 2001년 7월 11일 : 해태식품제조로 설립
- 9월 28일 : 해태제과식품이 인수한 해태제과(영업양수도 이전의 해태제과)로부터 양수한 제과 사업부문은 법원의 인가를 거쳐 진행된 적법한 영업양수도
- 11월 30일 : 사명을 해태식품제조에서 해태제과식품으로 변경
- 2020년 1월 2일 : 아이스크림 사업부문을 해태아이스크림으로 분할(경상북도 경산시 하양읍 소재)

## 로고 변천사
|                 |
| 1986년 ~ 2002년 |

|                 |
| 2002년 ~ 2008년 |

|               |
| 2008년 ~ 현재 |

## 주요 제품
- 과자 : 허니버터칩, 허니통통, 맛동산, 오예스, 버터링, 홈런볼, 에이스, 아이비, 자유시간, 후렌치 파이, 사브레, 초코틴틴, 땅콩그래, 사루비아, 신당동 떡볶이, 연양갱, 오사쯔, 웨하스, 롤리폴리, 계란과자, 은단, 브라보콘
- 냉동식품 - 고향만두

### 단종제품
- 생생바(딸기 맛, 포도 맛)
- 영스타(딸기 맛, 커피 맛, 포도 맛)
- 아몬디아
- 시크릿프렌즈
- 티피프렌즈 꼬마볼

## 사건
- 가격인상

2007년 3월 18일 대한민국 공정거래위원회는 해태제과식품이 롯데제과, 롯데삼강, 빙그레 등과 함께 자사에서 생산 판매 중인 콘류 아이스크림의 가격을 담합하여 인상한 것에 대하여 10억 3,800만원의 과징금을 부과하고, 검찰에 고발하였다. 과징금의 부과 및 고발 사유는 4개의 업체가 2005년 5월~7월과 2006년 3월~5월 등 2차례에 걸쳐서 월드콘, 구구콘, 부라보콘, 메타콘 등 콘 형태의 아이스크림 제품의 가격을 담합하여 인상한 점이다.
- 임원

해태제과식품은 등기임원, 미등기임원 중에서도 여전히 여성은 단 1명도 찾아볼 수 없기에 일부 소비자들에게 "유리장벽"에 대하여서 비판을 받고있다

## 본점 및 지점 현황
- 본점: 충청남도 천안시 서북구 성거읍 천흥8길 67-26
- 지점: 서울 용산구 한강대로72길 3(남영동)

## 같이 보기
- 크라운제과